# ماريا ليغوريو
ماريا ليغوريو (ولدت في 25 يونيو 1970 في سان ميشيل، سالينتينو) هي رياضية إيطالية كفيفة شاركت في الألعاب الأولمبية لذوي الاحتياجات الخاصة.  فازت بميدالية برونزية في دورة الألعاب البارالمبية الصيفية لعام 1996، وحصلت على ميداليات فضية في دورة الألعاب البارالمبية الصيفية لعام 2000 .  